# Никея
Нике́я (греч. Νίκαια) — древний и средневековый город в Малой Азии на месте современного турецкого города Изник.
Город был расположен на берегу озера Аскания, а с суши ограничен высокими холмами, что создавало наилучшие условия для обороны города во время осады. Стены высотой около 10 м, вырытый перед стеной глубокий ров и около 100 крепостных башен обеспечивали надёжную оборону. Наиболее сложный и неоднозначный этап в истории Никеи, как и всей Малой Азии, пришёлся на XI—XV века, когда регион прошёл через болезненную трансформацию из греческого в турецкий, а большинство жителей полностью сменило при этом свой язык, религию и самосознание. До 1922 года сохранялась украшенная мозаиками Успенская церковь — самый значительный памятник византийского искусства в Малой Азии. В 1922 году она была уничтожена турецкими властями. На сегодняшний день средневековая стена также во многих местах разрушена. Сегодня это главная достопримечательность Изника.

## История Никеи
Название первого города на месте Никеи было Анкорэ или Геликорэ, этот город был разрушен мизийцами. Через несколько лет после смерти Александра Македонского македонский царь Антигон I Одноглазый (который контролировал Малую Азию после смерти Александра), возможно после победы над Эвменом в 316 году до н. э., восстановил город и назвал его Антигония (греч. Αντιγόνεια). Несколько бывших военачальников Александра (известных как «диадохи») объединились против Антигона, и после поражения Антигона регион перешёл под контроль фракийского военачальника Лисимаха в 301 году до н. э., который переименовал город в Никею (греч. Νίκαια) в честь своей жены Никеи, дочери Антипатра.
Город был построен в форме квадрата со стороной 16 стадиев; ворот у города было четыре; все улицы Никеи пересекали друг друга под прямым углом таким образом, чтобы из геометрического центра города, где был поставлен памятник, можно было видеть все ворота. Этот памятник стоял в гимнасии, разрушенном при пожаре, но восстановленном Плинием Младшим в его бытность губернатором Вифинии.
Город был построен на пересечении важных торговых путей между Галатией и Фригией и вёл успешную торговлю. Со временем значение Никеи возрастало, и сюда переехали цари Вифинии, эра которых начинается с 288 года до н. э., начиная с Зипойта, который много времени проводил в Никее.
Страбон называет в это время Никею столицей Вифинии, что подтверждают надписи на некоторых монетах, но известно, что позднее столица переехала в Никомедию (современный Измит). Эти два города в течение долгого времени оспаривали право быть столицей. Плиний Младший часто упоминает о Никее и её общественных зданиях, которые он восстанавливал, когда был губернатором Вифинии.
В Никее родились: астроном Гиппарх (около 194 года до н. э.), историк Дион Кассий (около 165 года), а также математик и астроном Спор (около 240 года).
Никейские монеты свидетельствуют о интересе к городу императоров, часто в городе устраивались праздники в честь богов и императоров. В течение римского периода Никея оставалась важным городом, находясь всего в 70 км от Константинополя. Когда Константинополь стал столицей Восточной Римской империи, Никея не потеряла своего значения, более того, в это время строились новые стены и укреплялись старые, в начале 300-х годов н. э. активно шло строительство общественных и культовых зданий.
Никея пострадала от землетрясений в 358, 362 и 368 годах; после последнего землетрясения город был восстановлен императором Валентом. В Средние века крепость Никеи была стратегически важна во время противостояния Византии и турок-сельджуков. 

### Сельджукский период
Долгое время Никея находилась под властью Византии, но к 1078 году турки-сельджуки окружили город. Несколько раз Никея переходила из рук в руки, пока окончательно ранней весной 1081 году не перешла под контроль турок-сельджуков, которыми руководил Сулейман ибн Кутулмыш. Никея становится столицей Румского султаната. Кылыч-Арслан I стал султаном в 1092 году, после чего город получает первого тюркского градоначальника; турки начинают привозить в него своих женщин и детей.
Эти события послужили толчком к Первому крестовому походу, и по просьбе Византии крестоносцы при поддержке меньших византийских подразделений подошли к городу в 1097 году. Никея была осаждена: осада продолжалась больше месяца, после чего турки предпочли сдаться византийским войскам, не дав шанса участникам крестового похода разграбить город. Для смягчения недовольства крестоносцев византийский император Алексей I Комнин предоставил лошадей и передал часть выкупа.
Константинополь пал в 1204 году во время Четвертого крестового похода, после чего стал столицей созданной крестоносцами Латинской империи.
После падения Константинополя образовалось ещё несколько государств на территории Византии — Эпирский деспотат, Трапезундская и Никейская империи, первым императором которой стал Феодор I Ласкарис. Феодор I и его наследники расширяли территорию государства и усиливали влияние, пока в 1259 года Михаил VIII Палеолог не узурпировал трон. Он захватил Константинополь в 1261 году и возродил Византийскую империю. После этого Никея потеряла своё важное значение для Византии и вскоре стала лёгкой добычей для турок-османов.
2 марта 1331 после двухлетней осады и разгрома византийской «армии» город сдался туркам-османам и был переименован в Изник.

## История Изника
Постепенная трансформация города из греческого в турецкий имела долгую и сложную предысторию. Византийская Никея первый раз пала в 1071 году, после того как выигранная турками-сельджуками битва при Манцикерте открыла им ворота в Малую Азию. Именно тогда город впервые стал центром мусульманского султаната, хотя сопротивление местного греко-христианского населения, в особенности военных поселенцев акритов, было ещё велико. Так совместные действия византийцев и крестоносцев на начальном этапе привели к освобождению города и прибрежных регионов от турок к 1097 году. И даже после предательства крестоносцев и Венеции, разграбивших Константинополь в 1204 году, Никея сумела собрать необходимые силы, чтобы оказать отпор как рыцарям с Запада, так и туркам с Востока. Город стал центром нового греческого государства, получившего название Никейская империя, которое вело активную политику реставрации Византии. Во время Латино-никейской войны (1211—1214) крестоносцы захватили почти все никейские земли, но никейцы удержали большинство крепостей. По условиям мирного договора Никея сохранила большую часть своих земель, но часть отдала. При этом ненависть к крестоносцам, захватившим столицу бывшей империи, затмила трезвый взгляд на более опасных и реальных противников — турок, с которыми греки поначалу начали открыто сотрудничать. Турецкие наёмники заселяли всё большие регионы Малой Азии и, в конце концов, незаметно окружили город.
В 1261 году Никея утратила столичный статус, так как был возвращен сам Константинополь. А всего через четыре года 23 февраля 1265 года население города охватил страх перед вторжением монголов. Паника была необоснованной, так как монголы всегда были союзниками византийцев в борьбе с турками. Тем не менее, большая часть состоятельных горожан предпочла переехать считавшуюся более безопасной европейскую часть империи: в тот же Константинополь и Фракию. Постоянный отток христианского населения в Европу еще больше подорвал способность города сопротивляться.
В начале XIV века греческие жители Никеи уже жили в постоянном страхе блокады города. В 1328 году, через два года после падения Пруссы, в самой Никее внезапно начали распространяться слухи о надвигающейся турецкой осаде, которые скорее всего (как и в подобных случаях до этого) распространяли турецкие шпионы. Город вновь охватила паника: люди начали выбрасываться из окон и городских стен и даже поджигать себя. Константинопольский патриарх направил в город послание проявлять больше мужества. Тем не менее, жители окончательно потеряли веру, в городе воцарилась атмосфера отчаяния и безнадёжности. Турецкая угроза начала восприниматься как неминуемый рок.
2 марта 1331 годa после трехлетней блокады город перешел под контроль Османской империи. После захвата города турками-османами он вошел в ядро молодого и агрессивного Османского государства. Ибн-Баттута посетил Никею в октябре 1331 года, через семь месяцев после османского завоевания. Город показался ему запущенным и обезлюдевшим. Многие общественные здания были разрушены, а строительные материалы были использованы для мечетей и других зданий, часть храмов была переделана в мечети. Гражданского населения он не обнаружил: практически везде ему попадались только военные на службе султана. В 1333 году, через два года после падения Никеи, император Андроник выкупил книги, реликвии и прочую сохранившуюся церковную утварь и перевез её из Никеи в Константинополь. Падение Никеи поставило Андроника в крайне уязвимое положение: он вынужден был начать платить османам дань для сохранения Скутари, Никомедии, Гераклии и Пег. Но отсрочка оказалась лишь временной: в 1337 году турки измором взяли и Никомедию.
Константинопольский патриарх был шокирован, когда узнал, что уже через 7 лет, в 1338 году, большинство некогда деморализованных греческих жителей вернувшихся в город уже приняли ислам и неплохо говорили по-турецки. Его письма к оставшимся жителям с призывами придерживаться христианской веры так и не были услышаны. В 1331—1365 годах (до падения другого греческого города — Адрианополя (Эдирне) — город является столицей турок-османов. После падения Константинополя в 1453 город потерял своё значение.
С XV века в Изнике производилась керамическая посуда (известный как İznik Çini — в переводе с турецкого языка Изницкий Китай, китайский фарфор был любимой посудой султанов) и впоследствии (в XVII в.) Изник стал главным центром её производства. Плиткой из Изника декорированы многие мечети Стамбула. Со временем производство частично переместилось в Стамбул, а Изник стал небольшим сельскохозяйственным центром, чему способствовало отсутствие железнодорожного сообщения.
Сегодня в Изнике традиционно ещё производится посуда, но центр местного производства находится в городе Кютахья.

## Никея в истории христианства
Во время правления римского императора Константина, в 325 г. в Никее прошел первый Вселенский Собор в истории христианства. На Соборе был принят Символ веры, утверждающий догмат Троицы и лёгший в основу ортодоксального христианства, и была осуждена арианская ересь. Также на Соборе было определено время празднования Пасхи.
Эта концепция Троицы была дополнена и расширена на втором Вселенском Соборе в Константинополе в 381 г. (см. Никео-Цареградский Символ веры).
Церковь Святой Софии была построена Юстинианом I в центре города в VI веке (как уменьшенная копия Айя София в Константинополе), и именно в ней в 787 г. был проведён Второй Никейский собор, на котором обсуждалась проблема иконоборчества.
Изник остается номинальным епископством Римско-католической церкви, место свободно со смерти его последнего епископа в 1976 г.

## Руины крепости
Древние стены с башнями и воротами относительно хорошо сохранились. Толщина стен от 5 до 7 м, высота — от 10 до 13 м. Стены сделаны из больших плит римского периода и камней квадратного сечения, скрепленных цементом. В город можно было попасть через 4 больших и 2 малых ворот. В некоторых местах можно увидеть колонны, другие архитектурные фрагменты, остатки древних зданий. Стены Никеи напоминают стены Константинополя, построенные в IV в. н. э. На некоторых башнях можно увидеть греческие надписи.
Внутри греческих укреплений находятся руины мечетей, бань, греческих храмов и церквей, других зданий.
Вне городских стен видны остатки акведука.
В северо-западной части города два длинных мола образовывали гавань, но сейчас озеро отступило, и в этой части города находится заболоченная равнина.